# Dnipro (stanice metra v Kyjevě)
Dnipro (ukrajinsky Дніпро, rusky Днепр) je stanice kyjevského metra na Svjatošynsko-Brovarské lince. Nedaleko stanice se nachází Kyjevskopečerská lávra.  Je to jedna z nejméně využívaných stanic metra.

## Charakteristika
Stanice je nadzemní, má dvě boční nástupiště o délce 124 metrů. Stanice se nachází na Metromostu.
Stanice má na konci nástupišť východy do ulice Náberežné, na druhé straně nástupiště u tunelu se nachází budova ve které je vestibul s pokladnou. Východy a vestibul jsou s nástupištěm propojeny schodištěm.